# Teratura subtilis
Teratura subtilis är en insektsart som beskrevs av Andrej Vasiljevitj Gorochov och Kang 2005. Teratura subtilis ingår i släktet Teratura och familjen vårtbitare. Inga underarter finns listade i Catalogue of Life.